# King Gizzard & the Lizard Wizard
King Gizzard & the Lizard Wizard (wörtlich König Kaumagen und der Echsenzauberer) ist eine australische Psychedelic-Rock-Band, die 2010 in Melbourne, Victoria gegründet wurde. Die Gruppe veröffentlichte seit 2012 insgesamt 27 Studioalben, davon jeweils fünf in den Jahren 2017 und 2022.
Die Musik der Band entwickelte sich in der frühen Zeit von Surf- und Garagenrock über Psychedelic Rock zu einem Gemisch aus vielen verschiedenen Einflüssen, mit Bestandteilen aus Progressive Rock, Folk, Jazz, Soul und Metal. Im Jahre 2016 wurde die Band bei den ARIA Awards in der Kategorie Best Hard Rock/Heavy Metal Album ausgezeichnet.

## Geschichte
Der Sänger und Gitarrist Stu Mackenzie traf sich ab 2010 mit Ambrose Kenny-Smith, Joey Walker, Cook Craig, Lucas Harwood, Michael Cavanagh und Eric Moore zu diversen Jamsessions. Auf Anraten eines Freundes trat die Band erstmals zu einem Konzert auf und musste sich kurzfristig einen Namen ausdenken. Während Mackenzie die Band Gizzard Gizzard nennen wollte, bevorzugte ein namentlich nicht bekanntes Bandmitglied Lizard King, den Spitznamen des Doors-Sängers Jim Morrison. Als Kompromiss wählte man King Gizzard & the Lizard Wizard. Es folgte die erste Single Hey There – Ants & Bats sowie 2011 die beiden EPs Anglesea und Willoughby’s Beach.
Die Band wurde vom Plattenlabel Flightless unter Vertrag genommen und veröffentlichte 2012 ihr Surf-Rock Debütalbum 12 Bar Bruise. Ein Jahr später veröffentlichten die Musiker mit Eyes Like the Sky, einem an italienische Western-Filme angelehnten Hörbuch, und Float Along – Fill Your Lungs, dem ersten Vorstoß der Gruppe in den Psychedelic Rock, gleich zwei Studioalben. 2014 wiederholte sich dies mit den Alben Oddments, einer Sammlung an Überbleibseln, und I’m in Your Mind Fuzz, einer weiteren Ausarbeitung des Psychedelischen, die eine vier-teilige Medley beinhaltet, wobei mit ersterem zum ersten Mal der Sprung in die australischen Albumcharts gelang. Auch 2015 veröffentlichte die Band mit Quarters! und Paper Mâché Dream Balloon zwei Studioalben. Die Besonderheit am Album Quarters! ist, dass es vier Lieder enthält, die allesamt 10:10 Minuten lang sind. Paper Mâché Dream Balloon hingegen wurde ausschließlich mit akustischen Instrumenten vertont. Mit Nonagon Infinity erschien 2016 nur ein Album. Bei diesem Album geht jedes Lied in das nächste über, was auch für das letzte und das erste gilt.
Im Jahr 2017 veröffentlichten King Gizzard & the Lizard Wizard gleich fünf Studioalben, nämlich Flying Microtonal Banana, in welchem mit mikrotonaler Musik experimentiert wird, Murder of the Universe, eine Science-Fiction-Erzählung in drei Teilen, Polygondwanaland, ein an den Progressive Rock angelehntes Werk mit Polyrhythmik, Sketches of Brunswick East, ein Jazzalbum, das in Zusammenarbeit mit Mild High Club entstand, und Gumboot Soup, in dem weiterhin Übriggebliebenes veröffentlicht wurde. Flying Microtonal Banana schaffte den Sprung auf Platz zwei der australischen Albumcharts, während in den USA erstmals der Sprung in die dortigen Albumcharts gelang.
2019 erweiterte die Band ihr Repertoire mit den Alben Fishing for Fishies und Infest the Rats' Nest jeweils um Blues-Rock und Thrash-Metal-Klänge. Beide dieser Alben setzten sich sowohl in Songtexten als auch konzeptuell ausgiebig mit der Thematik des Klimawandels und der Umweltverschmutzung auseinander.
Die beiden darauffolgenden Alben, K.G. und L.W., entstanden im Zuge der COVID-19-Pandemie durch Online-Zusammenarbeit der Bandmitglieder, die ihre einzelnen Beiträge im Heimstudio aufnahmen. Beide Alben werden jeweils als Volume 2 und 3 der mikrotonalen Serie bezeichnet, die mit Flying Microtonal Banana begann.
Das nächste Album mit dem Titel Butterfly 3000 wurde Mitte 2021 veröffentlicht und orientiert sich mit seinem hellen, elektronischen Klang an psychedelischem Pop und ist gänzlich in Dur-Tönen verfasst. Mackenzie nannte die Geburt seiner Tochter Minty sieben Monate zuvor als Einfluss. Von Butterfly 3000 wurden vor der Albumpremiere keine Singles veröffentlicht. Stattdessen erhielt jeder Song des Albums im Nachhinein ein eigenes Musikvideo, in dem sowohl Realfilmelemente als auch zwei- und dreidimensionale Animationen verwendet werden.
Anfang 2022 kündigten King Gizzard & the Lizard Wizard das erste Remix-Album mit Beteiligungen von DJ Shadow, Peaches, The Scientist, The Flaming Lips, Kaitlyn Aurelia Smith und Confidence Man an. Dieses basierte auf dem vorherigen Album, Butterfly 3000, und wurde somit Butterfly 3001 genannt.
Das neunzehnte Studioalbum der Band wurde zunächst im März 2022 ausschließlich auf Vinyl und erst später im Oktober digital veröffentlicht. Das Album namens Made in Timeland orientiert sich in seinen lediglich zwei, exakt fünfzehnminütigen Songs an einem Tempo von 60 BPM, das mit einem häufig wiederkehrenden, rhythmischen Klicken untermalt wird und somit an das Ticken einer analogen Uhr erinnern soll. Auffallend ist auch die erste Inklusion von Hip-Hop-Elementen, die im nächsten Album ebenfalls Verwendung fanden.
Ähnlich wie das 2017 erschienene Gumboot Soup stellt das 20. Album der Band Omnium Gatherum eine große Sammlung unterschiedlicher Ideen und Konzepte dar. Das Ende April 2022 veröffentlichte Werk ist das erste Doppelalbum der Gruppe. Der achtzehnminütige erste Song des Albums, The Dripping Tap, ist Resultat einer langen Jam-Session, die die Band während ihrer ersten Wiedervereinigung nach der COVID-19-Pandemie abhielt.
Im Oktober 2022 veröffentlichte die Band gleich drei weitere Projekte, womit 2022 das zweite Jahr ist, in dem die Band gleich fünf Alben publizierte. Das erste hiervon, mit dem Titel Ice, Death, Planets, Lungs, Mushrooms and Lava, ist ein ebenfalls sehr auf Jam-Sessions und Improvisationen basierendes Projekt, dessen einzelne Songs sich jeweils an einer der sieben modalen Tonleitern orientieren. Das zweite Album Laminated Denim stellt einen geistigen Nachfolger zu Made in Timeland dar. Die Titel beider Alben sind anagrammatisch zueinander. Das letzte Album des Monats, Changes, präsentiert hingegen ein einfacheres Konzept: Jeder Song basiert ausgiebig auf einer einzigen Akkord-Progression. Laut Mackenzie sollte Changes ursprünglich anstelle von Gumboot Soup das letzte Album des Jahres 2017 werden, wurde aber aufgrund mangelnder Zufriedenheit der Band mit dem damaligen Produkt verschoben und im Laufe der Jahre gelegentlich weitergesponnen.
Das nächste Album, PetroDragonic Apocalypse; or, Dawn of Eternal Night: An Annihilation of Planet Earth and the Beginning of Merciless Damnation, welches im Juni 2023 veröffentlicht wurde, widmet sich seinerseits ähnlich wie Infest the Rats' Nest dem Metal-Genre, und erzählt die Geschichte einer durch den Klimawandel ausgelösten, und darauf durch den Auftritt diverser Fantasy-Elemente eskalierenden Apokalypse. Anders als das eher konventionelle Rats' Nest jedoch zeichnet dieses Album ebenfalls eine etwas progressivere, gar experimentelle Note aus. Die lediglich 7 Lieder sind, mit einer Ausnahme, alle länger als 5 Minuten und beinhalten unter anderem Synths, Kehlgesang und unkonventionelle Taktarten. Bassist Lucas Harwood kündigte an, PetroDragonic Apocalypse sei das erste von zwei Alben, welche in einer Art Yin-Yang-Beziehung zueinander stehen; die beiden Alben würden sehr verschieden klingen, aber einander dennoch ergänzen. Das zweite dieser Alben, The Silver Cord, ist für den 27. Oktober 2023 angesetzt. Dieses wird sich im Gegensatz zu seinem „Yin“ ein weiteres Mal mit elektronischen Klängen und Techno beschäftigen. Ebenfalls werden zwei Versionen des Albums veröffentlicht: eine Standard-Edition sowie eine Extended-Edition, in welcher alle Lieder eine erheblich längere Spieldauer haben.

## Diskografie

### Studioalben
| Jahr | Titel Musiklabel | Höchstplatzierung, Gesamtwochen, AuszeichnungChartplatzierungen (Jahr, Titel, Musiklabel, Platzierungen, Wochen, Auszeichnungen, Anmerkungen) | Höchstplatzierung, Gesamtwochen, AuszeichnungChartplatzierungen (Jahr, Titel, Musiklabel, Platzierungen, Wochen, Auszeichnungen, Anmerkungen) | Höchstplatzierung, Gesamtwochen, AuszeichnungChartplatzierungen (Jahr, Titel, Musiklabel, Platzierungen, Wochen, Auszeichnungen, Anmerkungen) | Höchstplatzierung, Gesamtwochen, AuszeichnungChartplatzierungen (Jahr, Titel, Musiklabel, Platzierungen, Wochen, Auszeichnungen, Anmerkungen) | Höchstplatzierung, Gesamtwochen, AuszeichnungChartplatzierungen (Jahr, Titel, Musiklabel, Platzierungen, Wochen, Auszeichnungen, Anmerkungen) | Anmerkungen                                                                    |
| Jahr | Titel Musiklabel | DE | CH | UK | US | AU | Anmerkungen                                                                    |
| ---- | --- | --- | --- | --- | --- | --- | ------------------------------------------------------------------------------ |
| 2012 | 12 Bar Bruise Flightless | — | — | — | — | AU14 (1 Wo.)AU | Erstveröffentlichung: 7. September 2012 Charteinstieg in Australien erst 2018  |
| 2013 | Eyes Like the Sky Flightless | — | — | — | — | AU10 (1 Wo.)AU | Erstveröffentlichung: 22. Februar 2013 Charteinstieg in Australien erst 2018   |
| 2013 | Float Along – Fill Your Lungs Flightless                                                                                           | — | — | — | — | AU12 (1 Wo.)AU | Erstveröffentlichung: 27. September 2013 Charteinstieg in Australien erst 2018 |
| 2014 | Oddments Flightless | — | — | — | — | AU13 (1 Wo.)AU | Erstveröffentlichung: 7. März 2014                                             |
| 2014 | I’m in Your Mind Fuzz Flightless                                                                                                   | — | — | — | — | — | Erstveröffentlichung: 31. Oktober 2014                                         |
| 2015 | Quarters! Flightless | — | — | — | — | — | Erstveröffentlichung: 1. Mai 2015                                              |
| 2015 | Paper Mâché Dream Balloon Flightless                                                                                               | — | — | — | — | — | Erstveröffentlichung: 13. November 2015                                        |
| 2016 | Nonagon Infinity Flightless | — | — | — | — | AU19 (2 Wo.)AU | Erstveröffentlichung: 29. April 2016                                           |
| 2017 | Flying Microtonal Banana Flightless                                                                                                | — | — | — | US170 (1 Wo.)US | AU2 (3 Wo.)AU | Erstveröffentlichung: 24. Februar 2017                                         |
| 2017 | Murder of the Universe Flightless                                                                                                  | — | — | — | US106 (1 Wo.)US | AU3 (1 Wo.)AU | Erstveröffentlichung: 23. Juni 2017                                            |
| 2017 | Sketches of Brunswick East Flightless                                                                                              | — | — | — | — | AU4 (1 Wo.)AU | Erstveröffentlichung: 18. August 2017 mit Mild High Club                       |
| 2017 | Polygondwanaland Eigenverlag | — | — | — | — | — | Erstveröffentlichung: 17. November 2017                                        |
| 2017 | Gumboot Soup Flightless | — | — | — | — | AU6 (1 Wo.)AU | Erstveröffentlichung: 31. Dezember 2017                                        |
| 2019 | Fishing for Fishies Flightless | — | — | — | — | AU4 (1 Wo.)AU | Erstveröffentlichung: 26. April 2019                                           |
| 2019 | Infest the Rats’ Nest Flightless                                                                                                   | DE69 (1 Wo.)DE | — | — | US64 (1 Wo.)US | AU2 (2 Wo.)AU | Erstveröffentlichung: 16. August 2019                                          |
| 2020 | K.G. KGLW | DE59 (1 Wo.)DE | — | UK80 (1 Wo.)UK | — | AU21 (1 Wo.)AU | Erstveröffentlichung: 20. November 2020                                        |
| 2021 | L.W. KGLW | — | CH37 (1 Wo.)CH | — | — | AU39 (1 Wo.)AU | Erstveröffentlichung: 26. Februar 2021                                         |
| 2021 | Butterfly 3000 KGLW | — | — | — | — | AU2 (1 Wo.)AU | Erstveröffentlichung: 11. Juni 2021                                            |
| 2022 | Butterfly 3001 KGLW | — | — | — | — | — | Erstveröffentlichung: 21. Januar 2022                                          |
| 2022 | Made in Timeland KGLW | — | — | — | — | — | Erstveröffentlichung: 5. März 2022                                             |
| 2022 | Omnium Gatherum KGLW | — | — | — | — | AU49 (1 Wo.)AU | Erstveröffentlichung: 22. April 2022                                           |
| 2022 | Ice, Death, Planets, Lungs, Mushrooms and Lava KGLW                                                                                | — | — | — | — | AU6 (2 Wo.)AU | Erstveröffentlichung: 7. Oktober 2022                                          |
| 2022 | Laminated Denim KGLW | — | — | — | — | AU11 (1 Wo.)AU | Erstveröffentlichung: 12. Oktober 2022                                         |
| 2022 | Changes KGLW | — | — | — | — | AU4 (1 Wo.)AU | Erstveröffentlichung: 28. Oktober 2022                                         |
| 2023 | PetroDragonic Apocalypse; or, Dawn of Eternal Night: An Annihilation of Planet Earth and the Beginning of Merciless Damnation KGLW | DE78 (1 Wo.)DE | — | — | US85 (1 Wo.)US | AU2 (1 Wo.)AU | Erstveröffentlichung: 16. Juni 2023                                            |
| 2023 | The Silver Cord KGLW | — | — | — | — | AU5 (1 Wo.)AU | Erstveröffentlichung: 27. Oktober 2023                                         |
| 2024 | Flight b741 pdoom | — | — | — | US118 (1 Wo.)US | AU8 (1 Wo.)AU | Erstveröffentlichung: 9. August 2024                                           |
| 2025 | Phantom Island pdoom | — | — | — | US85 (… Wo.)US | AU5 (1 Wo.)AU | Erstveröffentlichung: 13. Juni 2025                                            |

### Livealben
| Jahr | Titel Musiklabel                  | Höchstplatzierung, Gesamtwochen, AuszeichnungChartplatzierungen (Jahr, Titel, Musiklabel, Platzierungen, Wochen, Auszeichnungen, Anmerkungen) | Höchstplatzierung, Gesamtwochen, AuszeichnungChartplatzierungen (Jahr, Titel, Musiklabel, Platzierungen, Wochen, Auszeichnungen, Anmerkungen) | Höchstplatzierung, Gesamtwochen, AuszeichnungChartplatzierungen (Jahr, Titel, Musiklabel, Platzierungen, Wochen, Auszeichnungen, Anmerkungen) | Höchstplatzierung, Gesamtwochen, AuszeichnungChartplatzierungen (Jahr, Titel, Musiklabel, Platzierungen, Wochen, Auszeichnungen, Anmerkungen) | Höchstplatzierung, Gesamtwochen, AuszeichnungChartplatzierungen (Jahr, Titel, Musiklabel, Platzierungen, Wochen, Auszeichnungen, Anmerkungen) | Anmerkungen                                          |
| Jahr | Titel Musiklabel                  | DE | CH | UK | US | AU | Anmerkungen                                          |
| ---- | --------------------------------- | --- | --- | --- | --- | --- | ---------------------------------------------------- |
| 2020 | Live in Adelaide ’19 Eigenverlag  | — | — | — | — | AU6 (1 Wo.)AU | Erstveröffentlichung: 10. Januar 2020                |
| 2020 | Live in Paris ’19 Eigenverlag     | — | — | — | — | AU9 (1 Wo.)AU | Erstveröffentlichung: 10. Januar 2020                |
| 2020 | Live in Brussels ’19 Eigenverlag  | — | — | — | — | AU34 (1 Wo.)AU | Erstveröffentlichung: 15. Januar 2020                |
| 2020 | Chunky Shrapnel Flightless        | — | — | — | — | AU2 (1 Wo.)AU | Erstveröffentlichung: 24. April 2020 Soundtrackalbum |
| 2020 | Live in Asheville ’19 Eigenverlag | — | — | — | — | AU30 (1 Wo.)AU | Erstveröffentlichung: 1. Oktober 2020                |

### Kompilationen
| Jahr | Titel Musiklabel                  | Höchstplatzierung, Gesamtwochen, AuszeichnungChartplatzierungen (Jahr, Titel, Musiklabel, Platzierungen, Wochen, Auszeichnungen, Anmerkungen) | Höchstplatzierung, Gesamtwochen, AuszeichnungChartplatzierungen (Jahr, Titel, Musiklabel, Platzierungen, Wochen, Auszeichnungen, Anmerkungen) | Höchstplatzierung, Gesamtwochen, AuszeichnungChartplatzierungen (Jahr, Titel, Musiklabel, Platzierungen, Wochen, Auszeichnungen, Anmerkungen) | Höchstplatzierung, Gesamtwochen, AuszeichnungChartplatzierungen (Jahr, Titel, Musiklabel, Platzierungen, Wochen, Auszeichnungen, Anmerkungen) | Höchstplatzierung, Gesamtwochen, AuszeichnungChartplatzierungen (Jahr, Titel, Musiklabel, Platzierungen, Wochen, Auszeichnungen, Anmerkungen) | Anmerkungen                              |
| Jahr | Titel Musiklabel                  | DE | CH | UK | US | AU | Anmerkungen                              |
| ---- | --------------------------------- | --- | --- | --- | --- | --- | ---------------------------------------- |
| 2020 | Demos Vol. 1 + Vol. 2 Eigenverlag | — | — | — | — | AU14 (1 Wo.)AU | Erstveröffentlichung: 29. September 2020 |
| 2020 | Teenage Gizzard Eigenverlag       | — | — | UK48 (1 Wo.)UK | US38 (1 Wo.)US | — | Erstveröffentlichung: 25. Dezember 2020  |

### EPs
| Jahr | Titel Musiklabel                  | Höchstplatzierung, Gesamtwochen, AuszeichnungChartplatzierungen (Jahr, Titel, Musiklabel, Platzierungen, Wochen, Auszeichnungen, Anmerkungen) | Höchstplatzierung, Gesamtwochen, AuszeichnungChartplatzierungen (Jahr, Titel, Musiklabel, Platzierungen, Wochen, Auszeichnungen, Anmerkungen) | Höchstplatzierung, Gesamtwochen, AuszeichnungChartplatzierungen (Jahr, Titel, Musiklabel, Platzierungen, Wochen, Auszeichnungen, Anmerkungen) | Höchstplatzierung, Gesamtwochen, AuszeichnungChartplatzierungen (Jahr, Titel, Musiklabel, Platzierungen, Wochen, Auszeichnungen, Anmerkungen) | Höchstplatzierung, Gesamtwochen, AuszeichnungChartplatzierungen (Jahr, Titel, Musiklabel, Platzierungen, Wochen, Auszeichnungen, Anmerkungen) | Anmerkungen                                                                  |
| Jahr | Titel Musiklabel                  | DE | CH | UK | US | AU | Anmerkungen                                                                  |
| ---- | --------------------------------- | --- | --- | --- | --- | --- | ---------------------------------------------------------------------------- |
| 2011 | Anglesea Eigenverlag              | — | — | — | — | — | Erstveröffentlichung: 18. März 2011                                          |
| 2011 | Willoughby’s Beach Mushroom Music | — | — | — | — | AU15 (1 Wo.)AU | Erstveröffentlichung: 21. Oktober 2011 Charteinstieg in Australien erst 2018 |